# Plínio Bernhardt
Plínio César Livi Bernhardt (Cachoeira do Sul, 1927 — Porto Alegre, 14 de abril de 2004) foi um pintor, gravador, desenhista e professor brasileiro.
Formou-se em Artes Plásticas em 1948, no Instituto de Belas Artes (hoje UFRGS), e foi aluno de Iberê Camargo em 1965.
Em 1950 participou do Clube de Gravura de Porto Alegre, junto com Carlos Scliar, Vasco Prado e Glênio Bianchetti, entre outros.
Sua contribuição na área do ensino foi relevante como professor de Educação Artística na rede pública e, também, como professor de Desenho da Figura Humana no MARGS, onde lecionou até um mês antes de sua morte.